# Peñarroya (cim)
El Peñarroya és una muntanya del Sistema Ibèric situada a Alcalà de la Selva, a la província de Terol.
Amb els seus 2028,23 msnm d'altitud, constitueix la màxima elevació del Sistema Ibèric a Terol. Es conforma com un turó residual de calcàries i arenisques cretàciques, destacant amb prou feines sobre la superfície d'erosió de la serra de Gúdar. Per la seua posició i litologia s'ha vist afectat per processos càrstics i periglaciars quaternaris.
El més característic del seu cim és el seu enorme vèrtex geodèsic —d'uns 10 m d'altura— al qual es pot ascendir. Des del cim es pot contemplar el Maestrat aragonés i la serra de Javalambre.